# OTI 1977
La VI edición del Gran Premio de la Canción Iberoamericana o Festival de la OTI fue celebrada el 12 de noviembre de 1977 en el Centro Cultural de la Villa de Madrid. Fueron sus presentadores Mari Cruz Soriano y Miguel de los Santos.

## Desarrollo
La ocasión fue aprovechada por Televisión Española para exhibir la nueva España de la democracia, bajo el gobierno de Adolfo Suárez. Destacan las participaciones del argentino Jerónimo, ganador del festival de Benidorm 1980; los españoles Trigo Limpio, con el popular tema "Rómpeme, mátame", de Juan Carlos Calderón (quien además dirigió la orquesta en la canción de su autoría), y que tres años después representaran a España en Eurovisión; el portugués Paulo de Carvalho, que representara a su país en Eurovisión 1974; y la Cuba-riqueña Lissette Álvarez en representación de los Estados Unidos, quien en los años 1980 alcanzara gran popularidad en América Latina con la versión en español del tema "Eclipse total de amor".
También destaca el tema peruano "Landó", de autoría de la mundialmente famosa compositora Chabuca Granda, que alcanzaría una digna posición; y la canción representante de Nicaragua, el tema infantil "Quincho Barrilete" interpretado por Eduardo "Guayo" González, de autoría de Carlos Mejía Godoy, quien representaría a su país como intérprete en 1980. Este tema destaca al ser, pese a sonar a canción infantil, una canción protesta, lo que hace especialmente singular el hecho que haya llegado a superar la preselección nicaragüense en el régimen de Anastasio Somoza. 
El primer lugar fue obtenido por Nicaragua, seguido en un segundo lugar compartido por Estados Unidos y la República Dominicana, y por España en tercer lugar. Sin embargo, el tema "Rómpeme, mátame", que defendió Trigo Limpio, se convertiría en la canción que más éxito alcanzaría, convirtiéndose en un gran éxito de ventas en toda Latinoamérica.

## Resultados
| #                                                             | País                  | Artista(s)               | Canción                      | Idioma     | Lugar | Puntos |
| ------------------------------------------------------------- | --------------------- | ------------------------ | ---------------------------- | ---------- | ----- | ------ |
| 1                                                             | Antillas Neerlandesas | Ced Ride                 | Gente, eres tú               | Castellano | 13    | 1      |
| 2                                                             | Brasil                | Lolita Rodrigues         | Pedindo amor                 | Portugués  | 16    | 0      |
| 3                                                             | Puerto Rico           | Aqua Marina              | Piel dormida                 | Castellano | 5     | 3      |
| 4                                                             | Uruguay               | Miguel Bobbio            | Quiero vivir                 | Castellano | 10    | 2      |
| 5                                                             | Honduras              | Tony Morales             | El hombre                    | Castellano | 16    | 0      |
| 6                                                             | España                | Trigo Limpio             | Rómpeme, mátame              | Castellano | 3     | 7      |
| 7                                                             | México                | José María Napoleón      | Hombre                       | Castellano | 16    | 0      |
| 8                                                             | República Dominicana  | Fernando Casado          | Al nacer cada enero          | Castellano | 2     | 8      |
| 9                                                             | Estados Unidos        | Lissette Álvarez         | Si hay amor, volverá         | Castellano | 2     | 8      |
| 10                                                            | Ecuador               | Marielisa                | Sonreír cuando quiero llorar | Castellano | 4     | 4      |
| 11                                                            | Argentina             | Jerónimo                 | Jugar a vivir                | Castellano | 5     | 3      |
| 12                                                            | Venezuela             | Héctor José              | Iberoamérica toda            | Castellano | 5     | 3      |
| 13                                                            | Nicaragua             | Eduardo "Guayo" González | Quincho Barrilete            | Castellano | 1     | 12     |
| 14                                                            | Chile                 | Capri                    | Oda a mi guitarra            | Castellano | 10    | 2      |
| 15                                                            | Guatemala             | Mildred y Manolo         | El verbo amar                | Castellano | 16    | 0      |
| 16                                                            | Colombia              | Ximena                   | Cantando                     | Castellano | 13    | 1      |
| 17                                                            | Panamá                | Leopoldo Hernández       | Canta a la vida              | Castellano | 10    | 2      |
| 18                                                            | Portugal              | Paulo de Carvalho        | Amor sem palavras            | Portugués  | 13    | 1      |
| 19                                                            | Perú                  | Cecilia Bracamonte       | Landó                        | Castellano | 5     | 3      |
| 20                                                            | Costa Rica            | Manuel Chamorro          | Melodía de los amantes       | Castellano | 16    | 0      |
| 21                                                            | El Salvador           | Ana Marcela D'Antonio    | Enséñame a vivir             | Castellano | 5     | 3      |
| Lugar: Centro Cultural de la Villa de Madrid - Madrid, España |                       |                          |                              |            |       |        |

## Votación por país
| Bandera de Antillas Neerlandesas | Bandera de Brasil                              | Bandera de Puerto Rico | Bandera de Uruguay | Bandera de Honduras | Bandera de España | Bandera de México | Bandera de la República Dominicana | Bandera de Estados Unidos | Bandera de Ecuador | Bandera de Argentina | Bandera de Venezuela | Bandera de Nicaragua | Bandera de Chile | Bandera de Guatemala | Bandera de Colombia | Bandera de Panamá | Bandera de Portugal | Bandera de Perú | Bandera de Costa Rica | Bandera de El Salvador | Total |   |    |
| Participantes                    | Antillas Neerlandesas                          |                        |                    |                     |                   |                   |                                    |                           |                    |                      |                      | 1                    |                  |                      |                     |                   |                     |                 |                       |                        |       |   | 1  |
| Participantes                    | Brasil                                         |                        |                    |                     |                   |                   |                                    |                           |                    |                      |                      |                      |                  |                      |                     |                   |                     |                 |                       |                        |       |   | 0  |
| Participantes                    | Puerto Rico                                    |                        |                    |                     |                   |                   |                                    |                           | 1                  | 1                    |                      |                      |                  |                      |                     |                   |                     |                 |                       | 1                      |       |   | 3  |
| Participantes                    | Uruguay                                        |                        |                    |                     |                   |                   |                                    |                           |                    |                      |                      | 1                    |                  |                      |                     |                   |                     |                 |                       | 1                      |       |   | 2  |
| Participantes                    | Honduras                                       |                        |                    |                     |                   |                   |                                    |                           |                    |                      |                      |                      |                  |                      |                     |                   |                     |                 |                       |                        |       |   | 0  |
| Participantes                    | España                                         | 1                      |                    |                     |                   |                   |                                    | 1                         |                    |                      |                      | 1                    |                  | 1                    |                     |                   |                     |                 | 1                     | 1                      |       | 1 | 7  |
| Participantes                    | México                                         |                        |                    |                     |                   |                   |                                    |                           |                    |                      |                      |                      |                  |                      |                     |                   |                     |                 |                       |                        |       |   | 0  |
| Participantes                    | República Dominicana                           | 1                      | 1                  |                     |                   |                   |                                    |                           |                    |                      | 2                    |                      |                  |                      |                     | 2                 |                     | 1               |                       |                        |       | 1 | 8  |
| Participantes                    | Estados Unidos                                 |                        |                    | 3                   |                   |                   |                                    | 2                         |                    |                      |                      |                      | 1                |                      | 1                   |                   | 1                   |                 |                       |                        |       |   | 8  |
| Participantes                    | Ecuador                                        |                        |                    |                     | 1                 |                   |                                    |                           | 1                  |                      |                      |                      |                  | 1                    | 1                   |                   |                     |                 |                       |                        |       |   | 4  |
| Participantes                    | Argentina                                      |                        |                    |                     | 1                 |                   |                                    |                           |                    |                      |                      |                      |                  |                      |                     |                   | 2                   |                 |                       |                        |       |   | 3  |
| Participantes                    | Venezuela                                      |                        | 1                  |                     |                   |                   |                                    |                           |                    | 1                    |                      |                      |                  | 1                    |                     |                   |                     |                 |                       |                        |       |   | 3  |
| Participantes                    | Nicaragua                                      |                        |                    |                     |                   | 3                 | 1                                  |                           |                    | 1                    | 1                    |                      |                  |                      |                     | 1                 |                     | 1               | 2                     |                        | 1     | 1 | 12 |
| Participantes                    | Chile                                          |                        | 1                  |                     | 1                 |                   |                                    |                           |                    |                      |                      |                      |                  |                      |                     |                   |                     |                 |                       |                        |       |   | 2  |
| Participantes                    | Guatemala                                      |                        |                    |                     |                   |                   |                                    |                           |                    |                      |                      |                      |                  |                      |                     |                   |                     |                 |                       |                        |       |   | 0  |
| Participantes                    | Colombia                                       |                        |                    |                     |                   |                   |                                    |                           |                    |                      |                      |                      |                  |                      | 1                   |                   |                     |                 |                       |                        |       |   | 1  |
| Participantes                    | Panamá                                         |                        |                    |                     |                   |                   |                                    |                           |                    |                      |                      |                      | 1                |                      |                     |                   |                     |                 |                       |                        | 1     |   | 2  |
| Participantes                    | Portugal                                       |                        |                    |                     |                   |                   |                                    |                           | 1                  |                      |                      |                      |                  |                      |                     |                   |                     |                 |                       |                        |       |   | 1  |
| Participantes                    | Perú                                           | 1                      |                    |                     |                   |                   | 2                                  |                           |                    |                      |                      |                      |                  |                      |                     |                   |                     |                 |                       |                        |       |   | 3  |
| Participantes                    | Costa Rica                                     |                        |                    |                     |                   |                   |                                    |                           |                    |                      |                      |                      |                  |                      |                     |                   |                     |                 |                       |                        |       |   | 0  |
| Participantes                    | El Salvador                                    |                        |                    |                     |                   |                   |                                    |                           |                    |                      |                      |                      | 1                |                      |                     |                   |                     | 1               |                       |                        | 1     |   | 3  |
| Participantes                    | La tabla está ordenada por orden de aparición. |                        |                    |                     |                   |                   |                                    |                           |                    |                      |                      |                      |                  |                      |                     |                   |                     |                 |                       |                        |       |   |    |